# Relieve jurásico

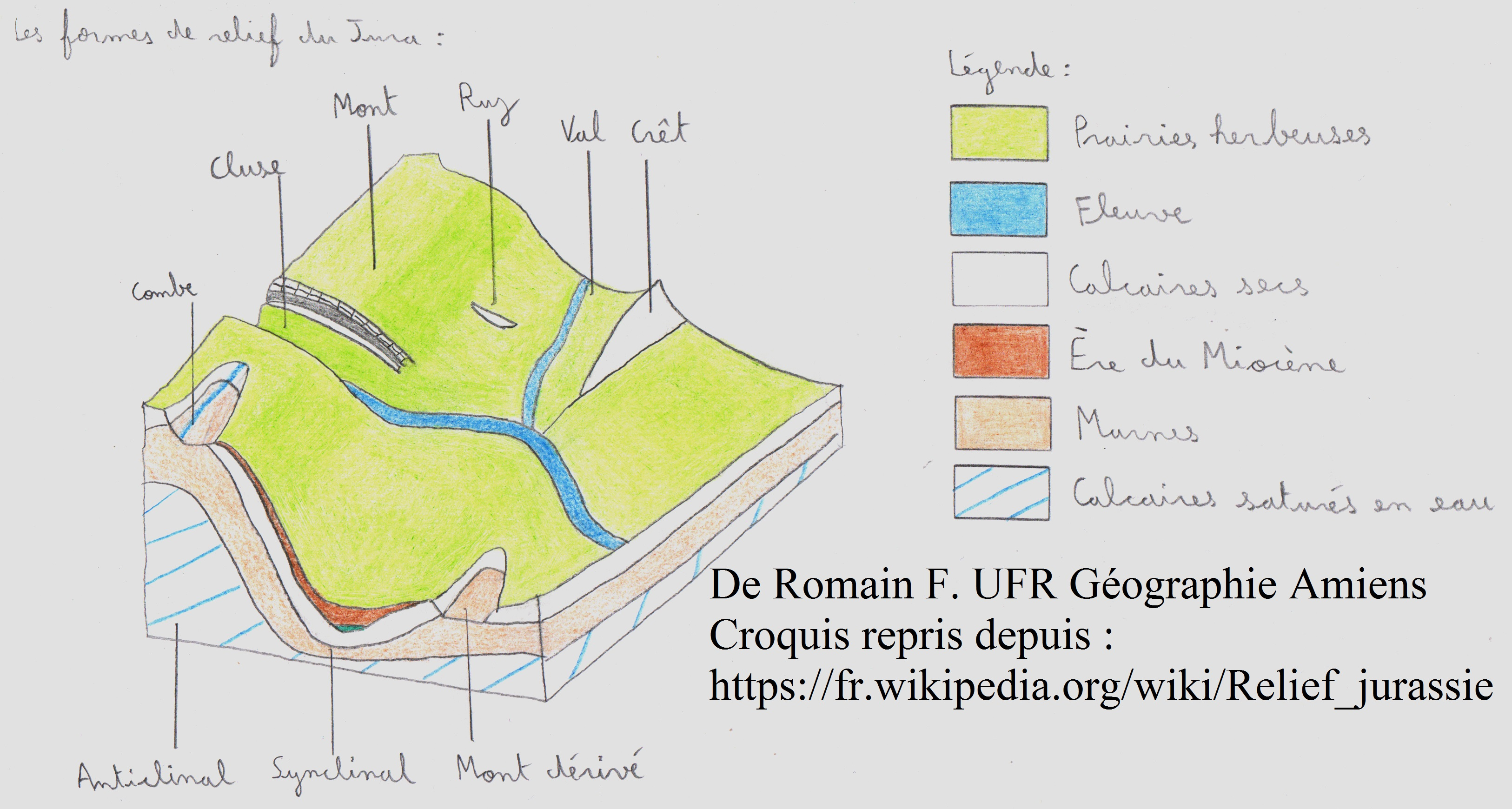
Las diferentes formas del relieve jurásico.

El relieve jurásico es un conjunto de formas que se encuentran en regiones sedimentarias donde los estratos rocosos han sido fuertemente plegados, levantados o fallados, por lo que la erosión actúa desde un principio sobre las partes levantadas, dando origen a una serie de formas menores del relieve que son típicas en la cordillera del Jura, de donde han tomado su nombre. No llega a ser una forma de relieve invertido porque la erosión no ha tenido tiempo suficiente para llegar a este estado. Y podría decirse que un relieve jurásico es muy similar a uno apalachano, aunque menos evolucionado por su menor antigüedad, por lo que la erosión no lo ha convertido en una penillanura ni en un ejemplo de relieve invertido.
Las principales formas del relieve que se encuentran en este tipo de relieve son:
- Mont, o monte anticlinal
- Combe o valle anticlinal
- Cluse o abra transversal
- Val o valle sinclinal
- Ruz, que corresponde a un valle incipiente en el flanco de un "mont".

## Macizos jurásicos
- Cordillera del Jura, en Francia, Suiza y Alemania
- Macizo Central Francés.
- Los Pre-Alpes calcáreos franceses, por ejemplo, el Macizo de la Charteuse (Macizo de La Cartuja)